# Мохов, Алексей Александрович
Алексей Александрович Мохов (9 декабря 1983, Нижняя Салда, СССР) — российский игрок в мини-футбол, защитник; тренер. Спортивный директор екатеринбургского клуба «Синара».

## Биография
Воспитанник екатеринбургского клуба «ВИЗ-Синара». Дебютировал в Суперлиге в качестве игрока санкт-петербургского «Политеха». В 2003 году вернулся в Екатеринбург, где, поиграв сезон за «УПИ-ДДТ», вскоре дебютировал в составе «ВИЗ-Синары». Вместе с «визовцами» выиграл Кубок России в 2007 году и Кубок УЕФА по мини-футболу 2007-08. А в полуфинале следующего розыгрыша Кубка УЕФА против московского «Динамо» именно Мохову в невероятном ударе через себя удалось открыть счёт в последней пятиминутке матча, окончившегося победой екатеринбуржцев.
В составе сборной Мохов дебютировал в 2004 году, сыграв в Тегеране в двух товарищеских матчах против сборной Ирана. Несмотря на хорошую игру и четыре забитых мяча, следующие свои матчи в составе сборной он провёл лишь в 2009 году, вначале на турнире «Кубок Финпромко», а затем в квалификации на Чемпионат Европы.
С 2016 года занял должность тренера главной «Синары». С октября 2017 года — главный тренер «Синара». С сезона 2019/20 назначен на должность спортивного директора клуба «Синара».

## Достижения
- Обладатель Кубка УЕФА по мини-футболу 2007-08
- Чемпион России по мини-футболу (2): 2008—2009, 2009—2010
- Обладатель Кубка России по мини-футболу 2007